# IRAS 17163-3907
IRAS 17163-3907 (o Nebulosa de l'ou fregit) és un estel hipergegant groc i un dels més rars de tot l'univers. Aquest estel posseeix un diàmetre mil vegades major que el del nostre Sol i la seva nebulosa té la forma aparent d'un ou fregit. Va ser fotografiada recentment per l'Observatori Europeu Austral (ESO).
La seva lluentor és 500.000 vegades més potent que la del nostre Sol, i es troba a uns 13.000 anys llum de la Terra pel que possiblement és l'estel hipergegant groc més a prop trobat fins ara.

## El seu descobriment
Com ho indica el seu nom, IRAS 17163-3907 va ser detectada per primera vegada en 1983,pel satèl·lit IRAS, gràcies a les ones infraroges que emet en longituds d'ona properes a les 12 micrones. S'hi troba prop del centre de la Via Làctia, més precisament an la constel·lació de l'Escorpió. Però malgrat ser un dels 30 estels més brillants del cel nocturn en l'infraroig, a causa de la seva feble emissió de llum visible, recentment es va detectar que es tractava d'una hipergegant groga. D'altra banda, la forma esfèrica gairebé perfecta de la seva nebulosa va ser recentment descoberta gràcies a la càmera infraroja VISIR del Very Large Telescope (VLT), instal·lat a Cerro Paranal (Xile). Aquesta càmera, utilitzant els seus tres filtres en l'infraroig mitjà (verd (11 850 nm), vermell (12 810 nm) i blau (8590 nm)), va aconseguir albirar el material al seu al voltant i fotografiar els seus dos embolcalls o núvols gairebé esfèrics.

## Les seves dimensions
En comparació del nostre Sistema Solar si la nebulosa de l'Ou Fregit s'hi col·locara al centre, el nostre sol juntament amb els tots planetes interiors (entre ells la Terra), i Júpiter quedarien dins del diàmetre de l'estel. D'altra banda, els astrònoms suposen que l'embolcall exterior té un radi que equival a 10.000 vegades la distància entre la Terra i el Sol, i és fins i tot major que l'òrbita que descriu Neptú.
Amb una massa total d'aproximadament vint vegades la del Sol, durant la seva evolució, en pocs centenars de milers d'anys, ha expulsat material ric en silicats i gasos, formant 2 nebuloses que equivalen a unes 4 vegades la massa de tot el nostre sistema solar, de forma gairebé esfèrica que li donen la seva forma tan cridanera. A causa de la seva activitat és possible que l'estel es convertisca en una supernova creant així nous components químics que donen lloc a nous estels.

## La seva evolució
Aquest estel va començar cremant tot el seu hidrogen amb una massa equivalent a uns vint sols o més, i es va convertir en una supergegant vermella. Després d'haver consumit tot el seu heli va passar al seu estat actual d'hipergegant groga i seguirà així durant uns pocs milions d'anys més, cosa que equival a un temps de vida relativament breu en termes cosmològics. Finalment evolucionarà com un altre tipus estrella anomenada variable blava, molt lluminosa i inusual variant contínuament la seva lluentor i perdent de poc la major part de la seva massa a causa dels forts vents estel·lars que genera. Finalment és possible que es convertisca en una inestable Wolf-Rayet i esclate formant una violenta supernova.
Les propietats d'aquest objecte es consideren molt similars a les d'IRC+10420, una altra hipergegant groga situada a la constel·lació de l'Àguila envoltada també d'una nebulosa formada de manera similar.
S'estima també que la nebulosa exterior conté 0.17 masses solars de pols i que va ser produïda en una explosió que va tenir lloc 16.000 anys enrere en la qual es van expulsar al voltant de 7 masses solars de masses de gas. Les propietats d'aquesta són similars a les de les quals envolten a algunes variables lluminoses blaves, suggerint que aquestes nebuloses tenen el seu origen en pèrdua de massa durant la fase de supergegant vermella.